# Tomáš Hyka junior
Tomáš Hyka junior (* 23. März 1993 in Mladá Boleslav) ist ein tschechischer Eishockeyspieler, der seit Mai 2022 beim HC Pardubice aus der tschechischen Extraliga unter Vertrag steht und dort auf der Position des rechten Flügelstürmers spielt.

## Karriere
Tomáš Hyka wurde in Mladá Boleslav geboren und durchlief in seiner Heimatstadt die Nachwuchsabteilungen des BK Mladá Boleslav, für die er in der Spielzeit 2010/11 in der tschechischen Extraliga debütierte. Anschließend entschied sich der Angreifer zu einem Wechsel nach Nordamerika und schloss sich dort den Olympiques de Gatineau aus der kanadischen Ligue de hockey junior majeur du Québec (LHJMQ) an, die ihn im CHL Import Draft 2011 an achter Position ausgewählt hatten. Kurz zuvor hatte der Tscheche bereits am Trainingslager der Philadelphia Flyers aus der National Hockey League (NHL) teilgenommen, konnte von diesen allerdings aufgrund der Statuten des NHL Collective Bargaining Agreement nicht unter Vertrag genommen werden. In seinem ersten LHJMQ-Jahr kam Hyka auf 64 Scorerpunkte in 50 Spielen, wurde damit bester Scorer der Olympiques und nahm darüber hinaus am CHL Top Prospects Game teil, bevor er im NHL Entry Draft 2012 an 171. Position von den Los Angeles Kings sowie im KHL Junior Draft 2012 an 51. Position vom HK Spartak Moskau ausgewählt wurde. Nach einer weiteren Spielzeit in Gatineau kam jedoch mit keinem der beiden Klubs ein Vertrag zustande, sodass Hyka im Mai 2013 zum Färjestad BK in die Svenska Hockeyligan (SHL) wechselte.

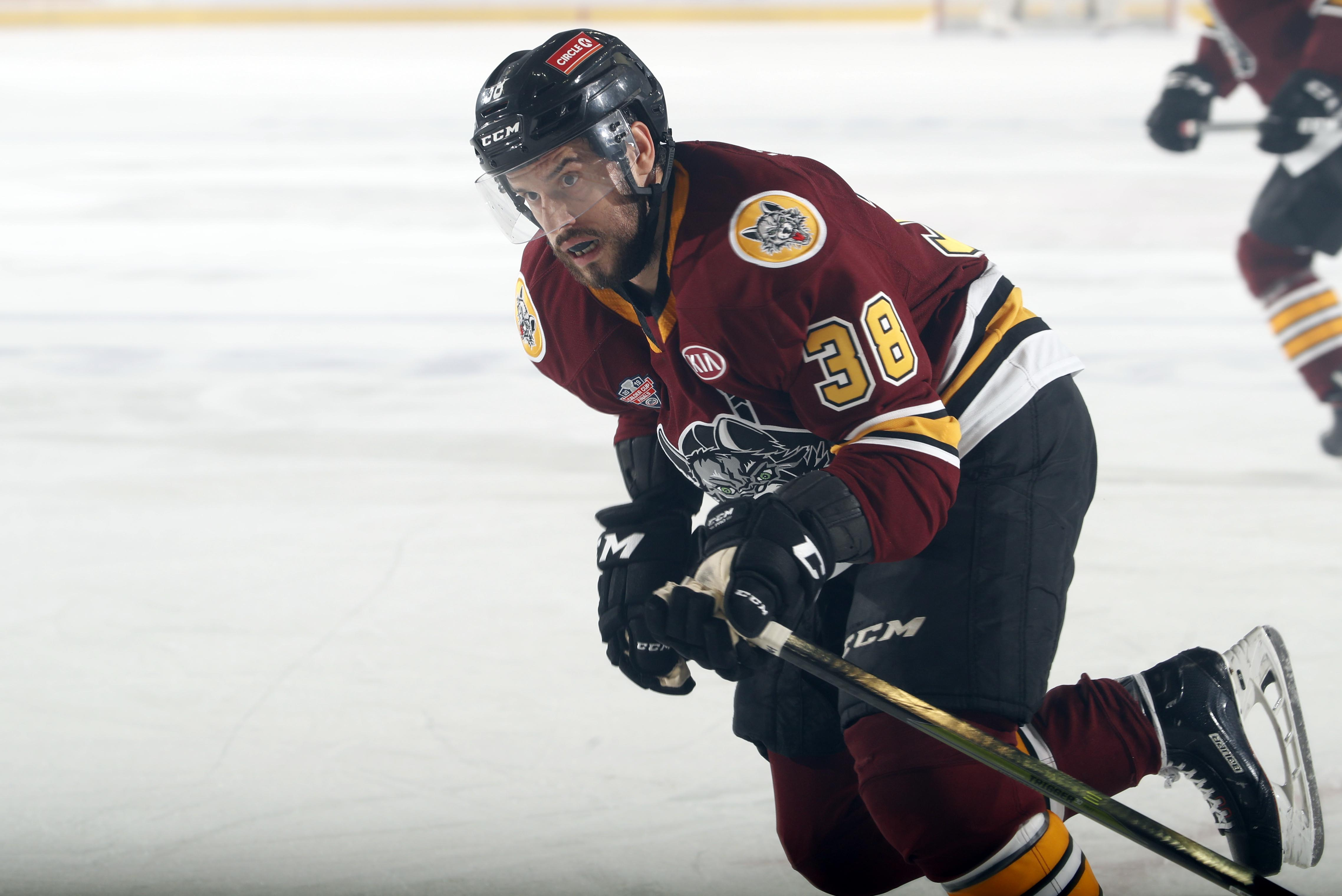
Tomáš Hyka im Trikot der Chicago Wolves

Für Färjestad absolvierte der Flügelstürmer 40 Spiele, bevor er zum Saisonende leihweise für den VIK Västerås HK in der zweitklassigen Allsvenskan auf dem Eis stand. Nach der Saison 2013/14 kehrte Hyka zum BK Mladá Boleslav zurück, bei dem er seine persönliche Statistik stetig steigern konnte und in der Spielzeit 2016/17 schließlich mit 38 Punkten aus 48 Spielen zu den zehn besten Scorern der Liga gehörte. Im Anschluss nahmen ihn Anfang Juni 2017 die Vegas Golden Knights unter Vertrag, wobei er zum dritten Spieler des Franchise wurde, das mit Beginn der Saison 2017/18 den Spielbetrieb in der NHL aufnahm. Im Rahmen der Saisonvorbereitung konnte er sich jedoch vorerst keinen Stammplatz im NHL-Aufgebot erspielen und wurde daher an die Chicago Wolves abgegeben, das neue Farmteam der Golden Knights aus der American Hockey League (AHL).
Im Mai 2019 unterzeichnete der Tscheche einen Vertrag beim HK Traktor Tscheljabinsk aus der Kontinentalen Hockey-Liga (KHL), wo der Tscheche schließlich insgesamt drei Spielzeiten verbrachte. Im Sommer 2022 zog es Hyka zurück in seine Heimat; er unterzeichnete einen Vertrag beim HC Pardubice aus der Extraliga.

### International
Erste internationale Erfahrungen sammelte Hyka bei der World U-17 Hockey Challenge 2010, bei der mit der tschechischen Auswahl den neunten Platz belegte. Zudem nahm er im Juniorenbereich am Ivan Hlinka Memorial Tournament 2010, an der U18-Weltmeisterschaft 2011 sowie an den U20-Weltmeisterschaften 2012 und 2013 teil. Für die A-Nationalmannschaft seines Heimatlandes debütierte Hyka schließlich bei der Weltmeisterschaft 2017, wo das Team den fünften Platz erreichte. Darüber hinaus nahm er im folgenden Jahr an der Weltmeisterschaft 2018 sowie den Olympischen Winterspielen 2022 im chinesischen Peking teil.

## Erfolge und Auszeichnungen
- 2012 Teilnahme am CHL Top Prospects Game

## Karrierestatistik

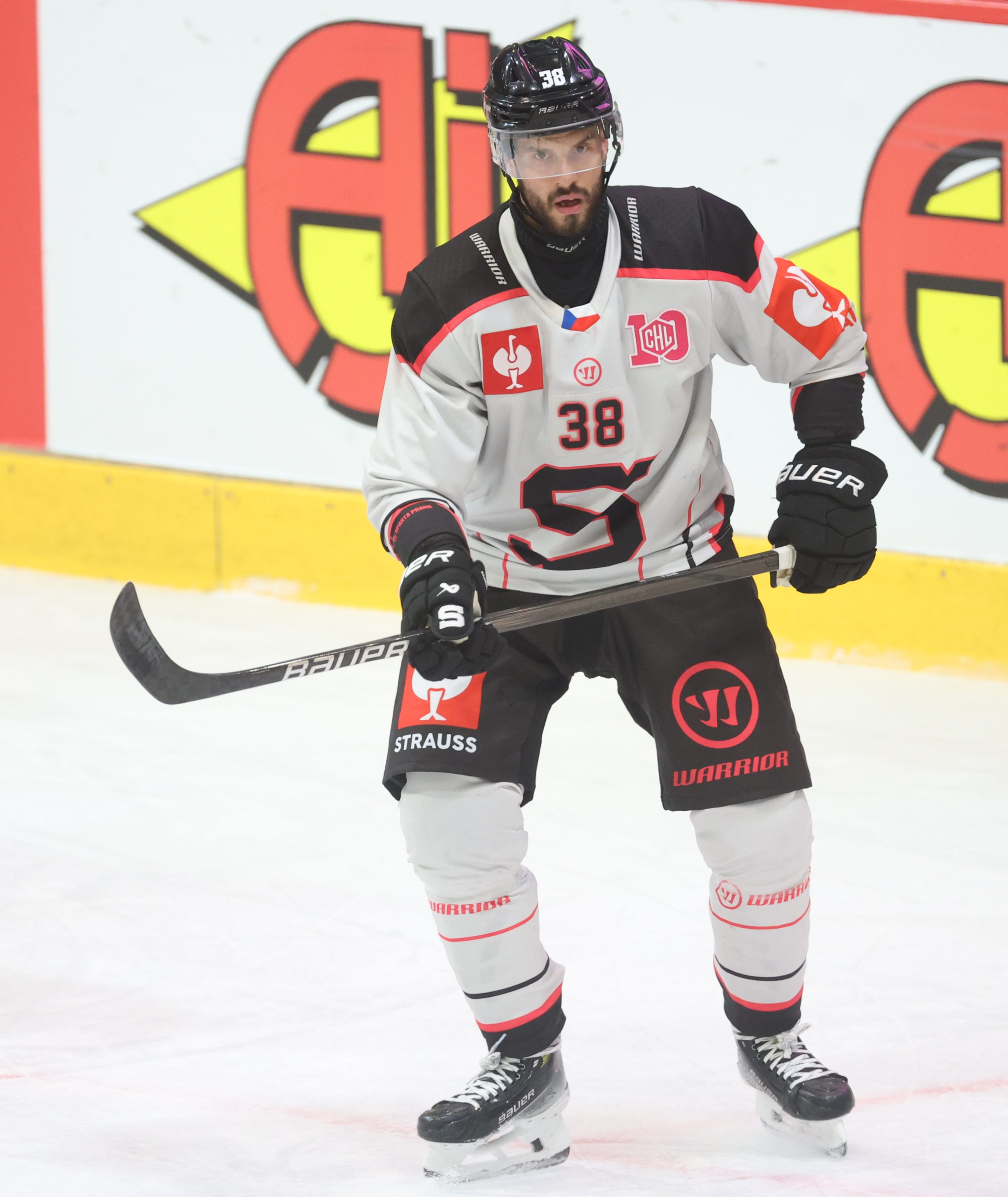
Hyka junior im Trikot des HC Sparta Prag (2024)

Stand: Ende der Saison 2021/22

### International
Vertrat Tschechien bei:
| - World U-17 Hockey Challenge 2010 - Ivan Hlinka Memorial Tournament 2010 - U18-Junioren-Weltmeisterschaft 2011 - U20-Junioren-Weltmeisterschaft 2012 | - U20-Junioren-Weltmeisterschaft 2013 - Weltmeisterschaft 2017 - Weltmeisterschaft 2018 - Olympischen Winterspielen 2022 |

(Legende zur Spielerstatistik: Sp oder GP = absolvierte Spiele; T oder G = erzielte Tore; V oder A = erzielte Assists; Pkt oder Pts = erzielte Scorerpunkte; SM oder PIM = erhaltene Strafminuten; +/− = Plus/Minus-Bilanz; PP = erzielte Überzahltore; SH = erzielte Unterzahltore; GW = erzielte Siegtore; 1 Play-downs/Relegation; Kursiv: Statistik nicht vollständig)

## Familie
Sein Vater Tomáš Hyka senior war ebenfalls professioneller Eishockeyspieler und absolvierte in den 1990er Jahren für den HC České Budějovice und den HC Slavia Prag knapp 100 Spiele in der tschechischen Extraliga.